# Beyer Chronometrie
Beyer Chronometrie AG est la plus ancienne entreprise d'horlogerie de Suisse. L'entreprise familiale est dirigée, depuis 1996, par la huitième génération de René Beyer et est basée sur la Bahnhofstrasse à Zurich.

## Histoire
Beyer a été fondée en 1760 à Feuerthalen. En 1800, un magasin a été ouvert en Niederdorfstrasse à Zurich. Le Limmatquai est devenu la principale rue commerçante. Le directeur, à l'époque, était Theodor Beyer-Danioth. En 1877, la société a déménagé dans le bâtiment principal du Crédit suisse. Quelques années plus tard, la société passa aux mains de Adelrich Beyer. En 1927, la société a déménagé dans le bâtiment nouvellement construit au 31 de la Bahnhofstrasse, où de grands espaces peuvent alors être loués. À partir de 1946, Theodor R. Beyer est intervenu dans les affaires de son père, Theodor Beyer, et a repris la direction en 1955.
En 1948, la société a été transformée en société par actions. Les actions sont entièrement détenues par la famille. Au cours des années 1970 à 1971, l'entreprise a été rénové. Le Museum der Zeitmessung (Musée du Temps), qui est maintenant appelé Uhrenmuseum Beyer Zürich (Musée de la montre Beyer Zurich), a été intégré dans l'entreprise. En 1982, les locaux commerciaux ont été reconstruits (salles d'exposition, salles d'exposition, les vitrines des magasins et des bureaux) et le musée.
Depuis 1996, la direction opérationnelle est exercée par Muriel Zahn-Beyer et René Beyer. En 1997 et 1998, les locaux ont à nouveau été remodelé à l'intérieur et à l'extérieur.
Aujourd'hui, l'entreprise compte 46 employés qui travaillent dans la vente, le service, l'administration et dans l'atelier. Beyer vend également propres montres de marque
.